# Дивізіон надії
«Дивізіон надії» (пол. Dywizjon 303) — військова драма 2018 року, знята на основі однойменної книги Аркадія Фідлера. В Україні фільм вперше продемонстрували 31 січня 2019.

## У ролях
| Актор               | Роль                   |
| ------------------- | ---------------------- |
| Пйотр Адамчук       | Вітольд Урбанович      |
| Нік Голдман         | Рональд Келлет         |
| Ентоні Круліковські | Вітольд Локучєвські    |
| Кірк Баркер         | Атол Форбс             |
| Мацей Закосьцельний | Ян Зумбах              |
| Мацей Марчевский    | Здзіслав Краснодембскі |
| Кшиштоф Квятковскі  | Мірослав Феріч         |
| Ян Вечоровскі       | Вітольд Пашкевіч       |
| Кара Теоболд        | Вікторія Браун         |
| Мацей Циморек       | Йозеф Франтішек        |

## Знімальна група
- Кінорежисер — Деніс Деліч
- Сценарист — Кріс Бурдза, Томаш Кепскі, Яцек Самойловіч
- Кінопродюсери — Яцек Самойловіч
- Композитор — Лукаш Пепжик
- Кінооператор — Вальдемар Шмідт
- Кіномонтаж — Марцин Кот Бастковскі, Пітер Девані Фланаган
- Художник-постановник — Маріан Завалінскі
- Художник-декоратор — Маріан Завалінскі
- Художник-костюмер — Малгожата Скорупа
- Підбір акторів — Стів Дейлі, Джулі Данн[3]